# Franz Schulz (Drehbuchautor)
Franz Schulz, auch Francis George Spencer und Franz Spencer (* 22. März 1897 in Karolinenthal/Prag, Österreich-Ungarn; † 4. Mai 1971 in Muralto, Kanton Tessin, Schweiz) war ein österreichisch-amerikanischer Schriftsteller und Drehbuchautor.

## Leben
Schulz stammte aus einer wohlhabenden Familie und obwohl jüdischen Glaubens, spielte Religion keinerlei Rolle in der Familie. Sein Vater war Rechtsanwalt und ein Studienfreund des Schriftstellers Friedrich Adler. Eine seiner Schwestern war Lucia, die erste Ehefrau des Malers László Moholy-Nagy.
Bereits als Gymnasiast hatte Schulz Zugang zu den literarischen Kreisen im Café Arco (Hybernská); u. a. lernte er dort Max Brod, Egon Erwin Kisch, Franz Kafka, Paul Leppin, Otto Pick und Franz Werfel kennen.
Schulz studierte ab 1915 an der Karl-Ferdinands-Universität seiner Heimatstadt, musste aber bald schon zur Armee. Er nahm am Ersten Weltkrieg teil und wurde erst nach dem Waffenstillstand entlassen. Er ging nach Berlin, später auch nach Prag und arbeitete von 1918 bis 1920 als Journalist. Als Drehbuchautor reüssierte er mit Manuskripten für Dramen und Kriminalfilme, bevor sein komödiantisches Talent entdeckt wurde. Mit Drehbüchern zu Filmen wie Die Privatsekretärin, Bomben auf Monte Carlo oder Die Drei von der Tankstelle (gemeinsam mit Paul Franck) wurde Schulz zu einem der gefragtesten Autoren des deutschen Kinos zur Zeit der Weimarer Republik.
1933 emigrierte Schulz zunächst nach Prag und dann über England nach Hollywood und arbeitete als Autor und Storylieferant. Ab 1940 nannte er sich – als naturalisierter US-Bürger – offiziell Francis George Spencer; gerufen wurde er meist Franz Spencer.
Nach seiner Vorlage schrieben sein ehemaliger Co-Autor Billy Wilder und Charles Brackett das Drehbuch zu Mitchell Leisens Komödie Enthüllung um Mitternacht (Midnight, 1939). Nach dem Ende des Zweiten Weltkriegs ließ sich Schulz in Ascona in der Schweiz nieder und versuchte sich vorwiegend als Bühnenautor. Seine letzte Arbeit für das Kino ist das Drehbuch zur österreichischen Literaturverfilmung Fuhrmann Henschel von 1956.
Sechs Wochen nach seinem 74. Geburtstag starb Franz Spencer am 4. Mai 1971 in Muralto und fand seine letzte Ruhestätte auf dem jüdischen Friedhof Pambio-Naranco bei Lugano, Kanton Tessin.

## Werke (Auswahl)
Theaterstücke:
- Esther Labarre. 1927.
- A window facing east. 1949.
- The happy anthill. 1952.
- Die Drehtür. 1959.
- Die Villa der Mme Vidac. 1959.
- Der verlorene Walzer.

Roman: (als Franz Spencer)
- Candide 19.. oder das miese Jahrhundert, München 1966; Neu herausgegeben und mit einem Nachwort von Ginny G. von Bülow. Aufbau-Verlag, Berlin 1994, ISBN 3-7466-1029-X.

## Filmografie (Auswahl)

### Drehbücher zu Stummfilmen
- 1920: Judith Trachtenberg
- 1920: Die Verwandlung
- 1921: Zirkus des Lebens
- 1923: Wettlauf ums Glück
- 1924: Dreiklang der Nacht
- 1924: Das blonde Hannele
- 1926: Der rosa Diamant
- 1927: Die Hose
- 1927: Der goldene Abgrund
- 1927: Artisten
- 1927: Fürst oder Clown
- 1928: Sechs Mädchen suchen Nachtquartier
- 1928: Der Präsident
- 1928: Prinzessin Olala
- 1928: Abwege
- 1928: Die Räuberbande
- 1928: Der Raub der Sabinerinnen
- 1928: Die Rothausgasse
- 1928: Dyckerpotts Erben
- 1929: Champagner
- 1929: Adieu, Mascotte
- 1929: Vater und Sohn
- 1929: Der Sträfling aus Stambul
- 1929: Der Erzieher meiner Tochter
- 1929: Der lustige Witwer

### Drehbücher zu Tonfilmen
- 1930: Delikatessen
- 1930: Zwei Herzen im Dreivierteltakt
- 1930: Die Drei von der Tankstelle
- 1930: Zwei Welten
- 1931: Die Privatsekretärin
- 1931: Meine Cousine aus Warschau
- 1931: Madame hat Ausgang
- 1931: Bomben auf Monte Carlo
- 1932: Mädchen zum Heiraten
- 1933: Was Frauen träumen
- 1933: Abenteuer am Lido
- 1934: Dein ist mein Herz (Blossom Time)
- 1935: Luxusmädel (Lottery Lover)
- 1939: Enthüllung um Mitternacht (Midnight)
- 1940: Glückspilze (Lucky Partners)
- 1952: Invasion gegen USA (Invasion U.S.A.)
- 1956: Fuhrmann Henschel